# کریستوفر جان کین
کریستوفر جان کین (انگلیسی: Christopher Kane؛ زادهٔ ۲۶ ژوئیهٔ ۱۹۸۲) طراح مد اهل بریتانیا است.